# دهستان کرانی
دهستان کرانی نام دهستانی در بخش کرانی به مرکزیت شهر یاسوکند شهرستان بیجار، استان کردستان در ایران است. براساس سرشماری مرکز آمار ایران در سال ۱۳۸۵، جمعیت آن ۴۷۷۵ نفر (۱۰۷۸ خانوار) بوده‌است.